# Garra mullya
Garra mullya е вид лъчеперка от семейство Шаранови (Cyprinidae). Видът не е застрашен от изчезване.

## Разпространение и местообитание
Разпространен е в Индия (Андхра Прадеш, Гоа, Гуджарат, Джаркханд, Западна Бенгалия, Карнатака, Керала, Мадхя Прадеш, Махаращра, Ориса, Тамил Наду и Чхатисгарх).
Обитава сладководни басейни, реки и потоци.

## Описание
На дължина достигат до 17 cm.
Продължителността им на живот е около 4 години. Популацията на вида е стабилна.